# Adrian Popa
Adrian Popa (n. 24 iulie 1988, Horezu, România) este un fotbalist român liber de contract, care joacă pe post de mijlocaș lateral sau mijlocaș. Pe plan internațional, are prezențe la națională pentru România.
Este cunoscut mai ales pentru perioada petrecută la FC Steaua București între 14 august 2012 și 2017, unde a venit de la Concordia Chiajna în schimbul sumei de 500.000 de euro. Cu această echipă, a reușit câștigarea a trei titluri de campion al României în 2012-2013, 2013-2014 și 2014-2015, o Cupa României în sezonul 2014-2015, o Cupa Ligii în același sezon 2014-2015, precum și Supercupa României în vara anului 2013 după un meci câștigat împotriva celor de la Petrolul Ploiești, scor 3-0.
Anterior mai evoluat la Universitatea Cluj, Concordia Chiajna și Poli Timișoara.
În 2017, a plecat la Reading FC, dar nu s-a adaptat și a jucat mai mult împrumutat la alte echipe. Din 16 august 2019, a revenit, tot împrumutat, la FCSB, dar după un singur sezon a revenit definitiv în țară, pentru a activa la echipe fără pretenții din prima ligă, și apoi în liga a II-a.

## Cariera

#### Politehnica Timișoara și împrumuturile
Adrian Popa a fost adus în 2005 la Politehnica Timișoara la 17 ani, jucând 87 de meciuri pentru echipa secundă a lui Poli, marcând 26 de goluri. În a doua jumătate a sezonului 2007-2008 a reușit un total de 9 goluri în 10 meciuri pentru Politehnica II Timișoara în Liga a II-a, prinzând astfel un împrumut la începutul următorului sezon în Liga a II-a, la nou-promovata CS Buftea. Popa și-a continuat rapid ascensiunea, iar în a doua parte a sezonului a fost împrumutat în Liga I, la Gloria Buzău, echipă aflată în lupta împotriva retrogradării, unde a jucat 13 meciuri.

#### Universitatea Cluj
În iulie 2009, Popa a semnat un contract cu Universitatea Cluj, echipă ce juca în seria a doua a Ligii secunde. Deși a impresionat pentru formația clujeană, ajutându-i să promoveze, jucătorul a părăsit la finalul sezonului echipa, după ce relația sa cu conducerea clubului se deteriorase.

#### Concordia Chiajna
Adrian Popa a fost convins de antrenorul Concordiei Chiajna, Laurențiu Diniță, să încerce să reușească promovarea în primul eșalon pentru al doilea an la rând, de data asta jucând în prima serie a Ligii a II-a pentru formația din Ilfov. Acesta a acceptat și la finalul sezonului Concordia și-a îndeplinit obiectivul, iar Adi Popa a fost păstrat și pentru sezonul 2011-2012 al Ligii I. Popa a fost un jucător de bază pentru ilfoveni în sezonul respectiv, fiind folosit în 29 de meciuri în campionat. Concordia a început sezonul catastrofal, ocupând locul 17 în decembrie. Tot atunci, Diniță a fost înlocuit cu Laurențiu Reghecampf, ce a avut ca obiectiv salvarea de la retrogradare. Acesta a schimbat aproape tot lotul echipei, aducând 17 jucători noi. Popa a fost însă păstrat, contribuind din plin la clasarea Concordiei pe locul 9 după o a doua parte a sezonului în care ilfovenii au reușit 11 victorii din 16 meciuri. În acel sezon, Popa a marcat 3 goluri și a dat 9 pase decisive.

#### Steaua București
După performanța extraordinară pe care au reușit-o la Concordia Chiajna, atât antrenorul Laurențiu Reghecampf, cât și Adi Popa au fost ofertați de Steaua București, cea mai titrată echipă din România. Astfel, Popa a ajuns în Ghencea pentru suma de 500.000 de euro. Obiectivul Stelei era adjudecarea titlului, după o pauză de 7 ani. Popa a ajuns la Steaua abia în a 5-a etapă, după ce în precedenta reușise o dublă pentru ilfoveni împotriva echipei FC Brașov. La Steaua, sub comanda fostului său antrenor, Popa nu a lipsit din niciun meci în acel sezon, jucând toate cele 29 de meciuri rămase în campionat, fiind însă titular în doar 19 dintre acestea. A reușit 9 assist-uri și un gol. De asemenea, Popa a făcut meciuri bune și în cupele europene, contribuind la calificarea din grupa E a Europa League 2012-2013, grupă din care au mai făcut parte VfB Stuttgart, FK Molde și FC Copenhaga. De asemenea, Popa a fost titular și în meciurile din faza eliminatorie contra lui Ajax Amsterdam, 2-2 la general și 4-2 la penalty-uri pentru Steaua și contra lui Chelsea Londra, când Steaua a reușit o victorie istorică, învingându-i cu 1-0 pe cei care erau campionii en-titre ai Ligii Campionilor. Popa a stârnit interesul unor cluburi din Europa după sezonul bun pe care l-a făcut, printre care și Ajax. La finalul sezonului, Steaua a câștigat al 24-lea titlu din istorie. În al doilea sezon pentru Steaua, Popa a fost al treilea golgheter al campioanei, cu 7 goluri, după atacanții Federico Piovaccari și Claudiu Keșerü, contribuind decisiv la al dolea titlu consecutiv al echipei din Ghencea. Al treilea sezon pentru Adrian Popa la Steaua nu a făcut notă discordantă. Acesta a reușit 5 goluri și 6 assist-uri în campionat în 28 de meciuri și a marcat o dublă în finala Cupei României, terminata cu scorul de 3-0 împotriva fostei sale echipe, Universitatea Cluj. Astfel, Popa a făcut parte din echipa Stelei ce a reușit tripla, câștigând toate trofeele interne: Liga I, Cupa României și Cupa Ligii, cu Costel Gâlcă pe bancă.

## Statistici
| Echipă                   | Sezon        | Campionat | Campionat | Cupă    | Cupă   | Cupa Ligii | Cupa Ligii | Cupele Europene | Cupele Europene | Altele  | Altele | Total   | Total  | Total |
| Echipă                   | Sezon        | Meciuri   | Goluri    | Meciuri | Goluri | Meciuri    | Goluri     | Meciuri         | Goluri          | Meciuri | Goluri | Meciuri | Goluri |       |
| ------------------------ | ------------ | --------- | --------- | ------- | ------ | ---------- | ---------- | --------------- | --------------- | ------- | ------ | ------- | ------ | ----- |
| Politehnica Timișoara II | 2005–06      | ?         | ?         | ?       | ?      | -          | -          | -               | -               | -       | -      | ?       | ?      |       |
| Politehnica Timișoara II | 2006–07      | ?         | ?         | ?       | ?      | -          | -          | -               | -               | -       | -      | ?       | ?      |       |
| Politehnica Timișoara II | 2007–08      | ?         | ?         | ?       | ?      | -          | -          | -               | -               | -       | -      | ?       | ?      |       |
| Total                    | Total        | 87        | 26        | ?       | ?      | -          | -          | -               | -               | -       | -      | 87      | 26     |       |
| Buftea                   | 2008–09      | 11        | 2         | ?       | ?      | -          | -          | -               | -               | -       | -      | 11      | 2      |       |
| Total                    | Total        | 11        | 2         | ?       | ?      | -          | -          | -               | -               | -       | -      | 11      | 2      |       |
| Gloria Buzău             | 2008–09      | 12        | 0         | -       | -      | -          | -          | -               | -               | -       | -      | 12      | 0      |       |
| Total                    | Total        | 12        | 0         | -       | -      | -          | -          | -               | -               | -       | -      | 12      | 0      |       |
| Universitatea Cluj       | 2009–10      | 24        | 3         | 0       | 0      | -          | -          | -               | -               | -       | -      | 24      | 3      |       |
| Total                    | Total        | 24        | 3         | 0       | 0      | -          | -          | -               | -               | -       | -      | 24      | 3      |       |
| Concordia Chiajna        | 2010–11      | 27        | 4         | ?       | ?      | -          | -          | -               | -               | -       | -      | 27      | 4      |       |
| Concordia Chiajna        | 2011–12      | 29        | 3         | 1       | 1      | -          | -          | -               | -               | -       | -      | 30      | 4      |       |
| Concordia Chiajna        | 2012–13      | 4         | 3         | -       | -      | -          | -          | -               | -               | -       | -      | 4       | 3      |       |
| Total                    | Total        | 60        | 10        | 1       | 1      | -          | -          | -               | -               | -       | -      | 61      | 11     |       |
| Steaua București         | 2012–13      | 30        | 1         | 2       | 0      | -          | -          | 11              | 1               | -       | -      | 43      | 2      |       |
| Steaua București         | 2013–14      | 28        | 7         | 5       | 0      | -          | -          | 11              | 0               | 1       | 0      | 45      | 7      |       |
| Steaua București         | 2014–15      | 28        | 5         | 4       | 3      | 3          | 0          | 10              | 0               | 0       | 0      | 45      | 8      |       |
| Steaua București         | 2015–16      | 25        | 2         | 4       | 0      | 1          | 0          | 6               | 1               | 0       | 0      | 34      | 3      |       |
| Steaua București         | 2016-17      | 5         | 1         | 0       | 0      | 0          | 0          | 4               | 0               | 0       | 0      | 9       | 1      |       |
| Total                    | Total        | 111       | 15        | 15      | 3      | 4          | 0          | 38              | 2               | 1       | 0      | 178     | 21     |       |
| Career Total             | Career Total | 305       | 56        | 16      | 4      | 4          | 0          | 38              | 2               | 1       | 0      | 373     | 63     |       |

Actualizat la 6 martie 2016

## Titluri
Steaua București
- Liga I (3): 2012-2013, 2013-2014, 2014-2015
- Cupa României (1): 2014-2015
- Cupa Ligii (2): 2014-2015, 2015-2016
- Supercupa României (1): 2013[6]